# 獵戶座V1031
獵戶座V1031，又名BD-10 1281，HD 38735、SAO 150814、HR 2001，是獵戶座的一颗恒星，视星等为6.03，位于銀經215.3，銀緯-18.94，其B1900.0坐标为赤經5h 42m 44.4s，赤緯-10° -18.94′ 7″。